# Отношения между НАТО и Украйна
Отношенията между Украйна и Организацията на Северноатлантическия договор (НАТО) започват през 1995 г.
През януари 2008 г. Украйна се присъединява към Плана за действие за членство в НАТО. На 3 декември 2008 НАТО решава да изработи Годишна национална програма за осигуряване на подкрепа на страната за изпълняване на реформите за присъединяване към Алианса. Плановете за членството биват отложени от Украйна след изборите за президент в страната през 2010, в които бива избран Виктор Янукович. Като президент той избира да Украйна да бъде необвързана държава. Това дава своя резултат на 3 юни 2010 г., когато украинският парламент изключва, с 226 гласа, целта за „интеграция в Евроатлантическата сигурност и членство в НАТО“ от стратегията за национална сигурност на страната. „Европейската интеграция“ обаче, все още е част от националната страгия за сигурност, както и взаимодействието с НАТО. Украйна счита отношенията си с НАТО за вид партньорство. Те все още провеждат съвместни семинари и тактически и стратегически упражнения.
Според проучвания на общественото мнение, проведени между 2005 и 2013 г., украинската обществена подкрепа за членство в НАТО остава ниска. Според анкета на Gallup през 2009 г. 40% от украинците виждат НАТО като заплаха, а 17% като защита. От началото на 2014 г., след руската военна намеса в Украйна, обществената подкрепа за членството на Украйна в НАТО нарасна значително. През юни 2014 г. почти 50% от анкетираните подкрепиха присъединяването към НАТО, а през октомври 2014 г. подкрепата се увеличи до над 50%. Според анкета, проведена през декември 2015 г. от фондация „Демократична инициатива“ в Киев, 75% от украинците биха подкрепили членството в НАТО.
Реакцията на Русия за плана на украинското правителство да се присъедини към Плана на действие за членство в НАТО през 2008 е враждебна. Говорител на НАТО заявява, че независимо руската реакция към източното разширяване на Алианса, ‘вратите’ на организацията остават отворени, към тези които изпълняват критериите за присъединяване. Възраженията към членството включват и характера на самото решение, като отклонение от първоначалната цел на Алианса, политическата нестабилност в страната, трудността да се защити Украйна във военно отношение и липсата на ясен национален интерес на САЩ да отбранява Украйна.
На срещата на върха в Брюксел през юни 2021 г. лидерите на НАТО потвърдиха решението, взето на срещата на върха в Букурещ през 2008 г., че Украйна ще стане член на Алианса с План за действие за членство (ПДЧ) като неразделна част от процеса и правото на Украйна да определи своя собствена бъдеща и външна политика, разбира се, без външна намеса. Генералният секретар на НАТО Йенс Столтенберг също подчерта, че Русия няма да може да наложи вето за присъединяването на Украйна към НАТО, тъй като няма да се върнем към ерата на сферите на интереси, когато големите държави решават какво да правят малките държави.

## Минали отношения
Отношенията официално започват когато Украйна става първата страна от бившия Съветски съюз, която влиза в програмата на НАТО за партньорство за мир през февруари 1994 година. През лятото на 1995 г. НАТО помага за смекчаването на последиците от кризата с питайната вода в Харков. Това е първото сътрудничество между НАТО и Украйна. На 7 май 1997 г. първият официален център на НАТО за информация и документация е открит в Киев, имайки за цел да насърчи прозрачността на присъединяването. Украинското общественото мнение на 6 май показват 37 % в полза на присъединяването към НАТО с 28 % против и 34 % колебаещи се. На 9 юли 1997 г. е създадена Комисията НАТО-Украйна. През 2002 г. отношения с правителствата на САЩ и други страни в НАТО се влошават след като скандална касета със записи разкрива предполагаемо прехвърляне на сложна украинска защитна система на Садам Хюсеин в Ирак. На разширено събрание през ноември 2002 г. комисията НАТО-Украйна предприе план за действие. Президентът Кучма декларира, че Украйна желае да се присъедини към НАТО (също през 2002 г.), но изпращането на украински войски в Ирак през 2003 г. не подобри отношенията между Кучма и НАТО. Украинските въоръжени сили работят заедно с НАТО в Ирак.
След Оранжевата революция през 2004 г. Кучма е заменен от президента Виктор Юшченко, който е запален привърженик на членството на Украйна в НАТО. През януари 2008 г. на второто предложение на кабинето на Юлия Тимошенко за това Украйна да се присъедини към НАТО е посрещнато с възражение. Петиция от над 2 милиона подписа призова за референдум на тема украинското членство в НАТО. Опозицията призова за национален референдум преди предприемането на каквито и да е било други стъпки за по-нататъшно присъединение към НАТО. През февруари 2008 57,8 % от украинците подкрепиха идеята за национален референдум за присъединяване към НАТО, срещу 38,6 % през февруари 2007 г.

## История на отношенията
Отношенията официално започват, когато Украйна става първата страна от ОНД, която влиза в програмата на НАТО Партньорство за мир през февруари 1995. През лятото на същата година НАТО се активизира да допринесе за намаляване на последиците от бедствието в Харков с питейната вода. Това е и първото взаимодействие между НАТО и Украйна. През май 1997 първият като цяло, официален Център за информация и документация на НАТО в Киев, цели да насърчи прозрачността около Алианса A Ukrainian public opinion poll of May 6 showed 37% in favor of joining NATO with 28% opposed and 34% undecided. Проучване на 6 май показва, че 37% от общността в подкрепа на присъединяването, 28% против и 34% без мнение. На 9 юли 1997 съвместна комисия между НАТО и Украйна бива основана. През 2002 отношенията с правителствата на САЩ и други държави членки се влошават, след като един от записите, направени по време на ‘Касетния скандал’ разкрива предполагаем трансфер на усъвършенствана украинска система за отбрана на Ирак по времето на Саддам Хюсеин. На срещата на НАТО по разширяването през ноември 2002 г., Комисията НАТО-Украйна приема План за действие. Заявлението на президент Леонид Кучма, че Украйна иска да се присъедини към НАТО (също през 2002) и изпращането на Украински войски в Ирак 2003 г. не може да заздрави отношенията. Украинските въоръжени сили работят с НАТО в Ирак.
След Оранжевата революция от 2004 г. Леонид Кучма е заместен с президента Виктор Юшченко, който е запален поддръжник на членството на Украйна в НАТО. Януари 2008 г. второто предложение на администрацията на Юлия Тимошенко, бива посрещнато с възражение. Петиция от повече от 2 млн. подписа призовава за референдум по присъединяването на Украйна. През февруари 2008 г. 57% от украинците подкрепят идеята за национален референдум за членство в НАТО, срещу 38,6% през февруари 2007.
На срещата в Букурещ на НАТО 2008 г. (3 април 2008) НАТО решава да не се предлага още членство на Грузия и Украйна. Съпротива бива посрещната от Франция и Германия.

## Украинско правителствено предложение за присъединение към плана за действие за членство в НАТО
На 16 януари 2008 г. САЩ сенатор Ричард Лугар обяви: „Украинският президент Виктор Юшченко, министър-председателят Юлия Тимошенко и парламентарният председател Арсений Ятсенюк са подписали декларация, призоваваща за разглеждане на присъединяването на Украйна в план на действие за членство в НАТО на срещата в Букурещ.“
Украински парламент, воден от председателя си Арсений Ятсенюк не можа да проведе своята редовна парламентарна сесия след решението на парламентарната опозиция да попречи на парламента да функционира в протест срещу присъединяването на Украйна към НАТО. Парламентът е блокиран от януари 25, 2008 до 4 март 2008 (на 29 февруари 2008 политически лидери подписаха протокол за взаимно разбирателство). Американският президент Джордж Буш и двамата кандидати за президент на Съединените щати през 2008 г., американският сенатор Барак Обама и сенатор Джон Маккейн, предлагат подкрепа за членството на Украйна в НАТО. Руските реакции са отрицателни.

## Събранието от 2008-а в Букурещ
На събранието на НАТО на 3 април 2008 НАТО реши, все още да не се предлага членство на Грузия и Украйна. Решението е посрещнато с неодобрение от Франция и Германия.

## Отзвук от срещата в Букурещ 2008
През ноември 2008 г. германският канцлер Ангела Меркел, министър-председателя Юлия Тимошенко и бившият украински министър на отбраната Анатолий Хрушенко имат съмнения дали на Украйна ще бъде предоставено членство в Плана за действие през декември 2008 г. В интервю в Таймс в края на ноември, президентът Юшченко заявява:„Украйна е направила всичко, което е трябвало да направи. Ние сме се посветили на тази стъпка, всичко останало е въпрос на политическа воля на представителите на НАТО.“ Въпреки че заместник-помощник генералния секретар на НАТО Аурелия Буше и генералния секретар Яп де Хоп Схефер, все още подкрепят кандидатурата на Украйна по време на администрацията на Буш. Президентът на Русия Дмитрий Медведев отговори, че „причина е надделя“.
На 3 декември 2008 г. НАТО решава да изработи Годишната национална програма за предоставяне на помощ на Украйна за осъществяване на реформите, необходими за присъединяване към алианса. На 18 февруари 2009 г. украинският парламент одобрява с 239 гласа (само 226 гласа са необходими за тяхното одобрение) създаването на Център на НАТО за информация и документация в Украйна и назначаването на служители на НАТО по комуникацията в Украйна.
Няколко страни членки на НАТО са предоставили хуманитарна помощ на Украйна по време на пандемията от грип през 2009 г. в Украйна в отговор на жалба от Евро-атлантически координационен център за реагиране при бедствия.
Консултациите между НАТО и Украйна на равнище министри на отбраната се провежда в централата на НАТО в Брюксел на 16 ноември 2009 г.

## Президент Янукович
Кандидат по време на президентските избори 2010 г. и лидер на Партия на регионите Виктор Янукович заявява в своята кампания, че на сегашната степен на сътрудничеството между Украйна и НАТО е достатъчна и съответно въпросът за присъединяването на страната към Алианса не е спешен.
След изборите новоизбраният украински президент Виктор Янукович заявява на 14 февруари 2010 г., че отношенията на Украйна с НАТО са „добре дефинирани“, и че няма смисъл да се дискутира присъединяването. Също така казва, че въпросът за украинското членство в НАТО „може да се появи в някакъв момент, но няма да го видим в близко бъдеще“.
На 1 март 2010 г. по време на посещението си в Брюксел, Янукович заявява, че ще няма да има промяна в статута на Украйна като член на програмата на алианса. По-късно повтаря по време на пътуване до Москва, че Украйна ще остане „Европейска, необвързана държава“.
(към Май 2010 г.), НАТО и Украйна продължават да си сътрудничат в рамките на Годишната национална програма, включително съвместни учения. Според Украйна продължаване на сътрудничеството между Украйна и НАТО не изключва развитието на стратегическо партньорство с Русия.
На 27 май 2010 г. Янукович заявява, че Украйна разглежда отношенията на страната с НАТО като партньорство и „Украйна не може да живее без това партньорство, тъй като е голяма държава".
(към Май 2010 г.), НАТО и Украйна продължават да си сътрудничат в рамките на Годишната национална програма, включително съвместни учения. Според Украйна продължаване на сътрудничеството между Украйна и НАТО не изключва развитието на стратегическо партньорство с Русия.
На 27 май 2010 г. Янукович заявява, че Украйна разглежда отношенията на страната с НАТО като партньорство и „Украйна не може да живее без това партньорство, тъй като е голяма държава".
От 3 юни 2010 г. украинския парламент изключва, с 226 гласа, целта за „интеграция в евро-атлантическата сигурност и членство в НАТО“ от националната стратегия по сигурността в страната чрез законопроект, изготвен лично от президента Янукович. Законопроектът забранява на Украйна членство във всякакъв военен блок, но дава възможност за сътрудничество с алианси като НАТО. „Европейска интеграция“ все още е част от стратегия за национална сигурност на Украйна.
На 24 юни 2010 украинския кабинет на министрите одобри план за действие за изпълнение на годишната национална програма за сътрудничество с НАТО през 2010 г. Това включва:
• Ангажираност на украинска авиация и транспортиране на материали, превоз на товари и персонал на въоръжените сили на страните-членки и партньори на НАТО, които участват в ръководените от НАТО мироопазващи мисии и операции
• Продължаването на участието на Украйна в мироопазващата операция в Косово
• Възможност за укрепване на украинските мироопазващи контингенти в Афганистан и Ирак
• Участие на Украйна в редица международни събития, организирани от НАТО
• Обучение на украинските войски в структурите на членове на НАТО
Украйна и НАТО могат да провеждат съвместни семинари и съвместни тактически и стратегически упражнения от юни 2010 г.

## Обществено мнение в Украйна
Според проучвания на Gallup от октомври 2008, 45% от украинците свързват НАТО със заплаха за тяхната страна, докато само 15% – с протекция. Изследването от ноември 2009 г., обаче сочи, че 40% от запитаните украинци, намират за най-добра глобална защитна организация за Украйна Организацията на Договора за колективна сигурност и 33,9% от отговорилите подкрепят пълно членство в нея; повече от 36% казват, че Украйна трябва да остане неутрална и само 12% подкрепят членството в НАТО. Според допитване от Razumkov Centre през март 2011 г. 20,6% средно из Украйна намират НАТО за заплаха, а в Крим този брой е 51%.
Западна Украйна е значително про-НАТО настроена, отколкото останалата част от страната.

## Евромайдан
Янукович напуска Украйна след движението за гражданско неподчинение Евромайден през февруари 2014. В резултат на тази революция, временното правителство на Ятсенюк идва на власт в Украйна. Правителството на Ятсенюк заявява, че няма намерение да прави Украйна член на НАТО.
Представители на НАТО обещават подкрепа за Украйна и работят в посока намаляване напрежението между НАТО и Русия, която отказва да признае импийчмънта на Янукович, както и на правителството на Яатсунюк. В края на февруари 2014 г. Андерс Фог Расмусен потвърди, че членството в НАТО е все още опция за Украйна.

## Руска съпротива на присъединяването на Украйна към НАТО
Съседна Русия силно се противопоставя на всякакъв вид източна експанзия на НАТО. На 12 февруари 2008 г. тогавашният руски президент Владимир Путин казва, че Русия ще насочи ракетите си към Украйна, ако нейната съседка се присъедини към НАТО и приеме разполагането на американския противоракетен щит. Бившият украински президент Виктор Юшченко неведнъж заявява, че неговата страна няма да позволи военни бази на територията си, като от декември 2009 г. НАТО не планира разполагането на бази.
Министър-председателят Владимир Путин, както се твърди, е заявил на срещата на НАТО и Русия 2008, че ако Украйна се присъедини към НАТО, неговата страна може да предприеме анекс на източната част на Украйна и Крим.